# 하드 트랜스
하드 트랜스(영어: Hard trance)는 트랜스의 하위 장르 중 하나이다. 하드코어와 트랜스가 접목된 장르이며, 독일에서 1990년대 중반에 시작되었다. 보통 140에서 160 BPM(Beat per Minute)이며 다른 종류의 트랜스보다 무거운 분위기와 강한 사운드를 갖고 있다. 아티스트로는 Alphazone, Technikal, Iridium, Emilio, SQ 등이 있다.
Spiritual Project - Any More (Luca Antolini Remix) - 유튜브(4:58 클라이맥스)